# Фото-тест профессионального ориентирования

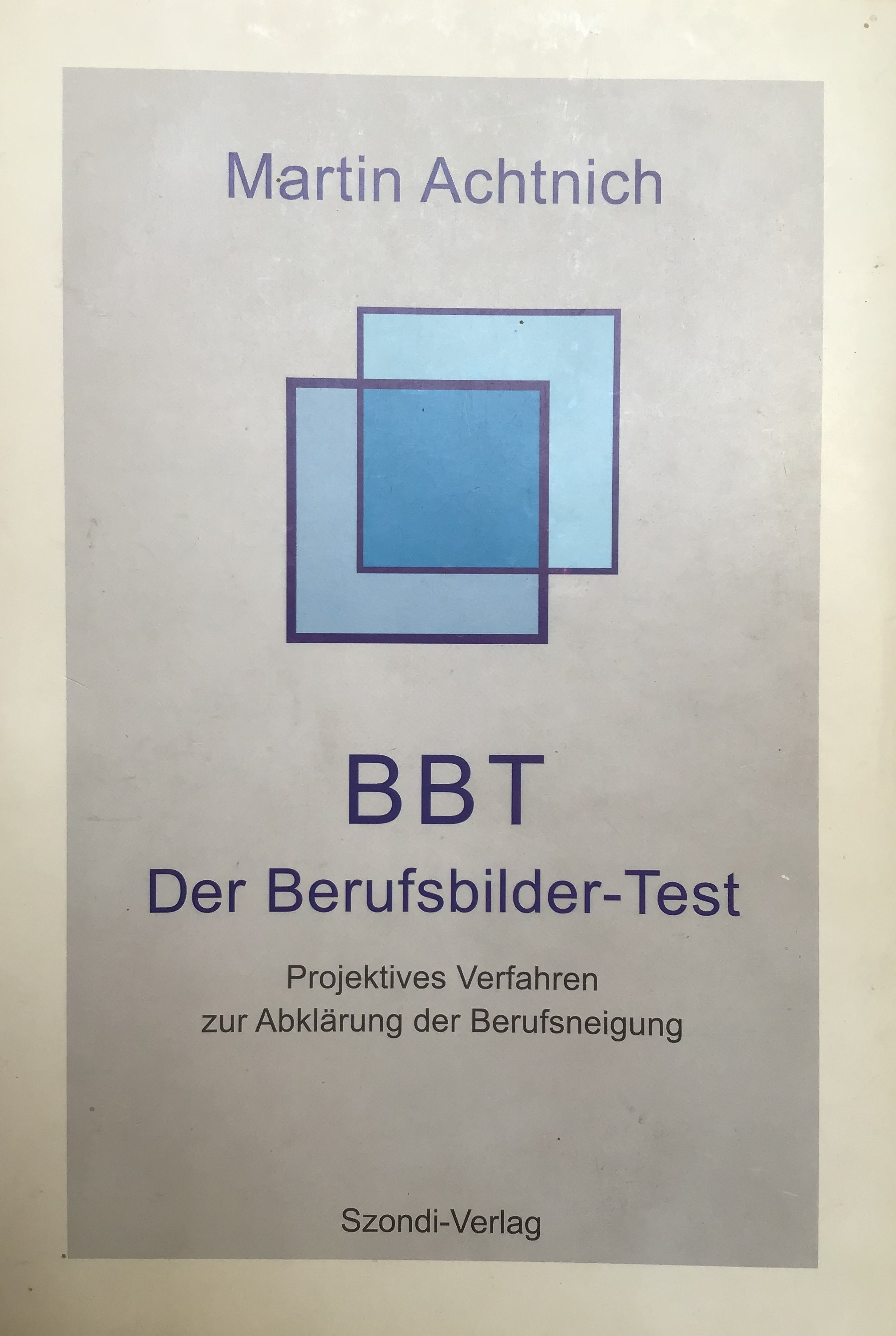
Фото-тест Мартина Ахтниха

Фото-тест профессионального ориентирования ("тест Мартина Ахтниха", нем. Berufsbilder-Test (BBT)) — это проективный тест, разработанный швейцарским психологом Мартином Ахтнихом для уточнения профиля профессиональных склонностей. Тест создан на базе фотографий, и основан на связи между различными наследственными факторами и их влиянием на выбор человека, как это было описано Леопольдом Сонди в его работе «Судьбоанализ»: выбор любви, дружбы, профессии, болезни и смерти» (1944). Изначально фото-тест профессиональной ориентации предназначался для молодых людей с целью уточнения их профессиональной склонности. "Тест Мартина Ахтниха" предназначен для выяснения проблем выбора профессии, смены профессии и прогнозирования работы. Точно так же фото-тест можно использовать в психотерапевтической сфере (при семейном консультировании).

## История
Толчок к фото-тесту профессионального ориентирования дал доктор Хансайорг Рингер с идеей разработать тест для уточнения профиля профессиональных склонностей с учетом факторов анализа судьбы. За основу были взяты восемь факторов побуждения, описанные Сонди в качестве принципа классификации. Хорошо известно, что требования профессии к тому, кто будет заниматься ею, включают не только навыки и способности, но и конкретные склонности, интересы и потребности, которые позволяют гуманизировать и социализировать импульсы. Ахтних перевел факторы Сонди на язык, который дает преимущество и задает особую форму анализа профиля профессионального спроса, определяя первичные факторы (действие, слово) и вторичные факторы (инструментарий работы, объект работы, рабочая среда и цель работы). Таким образом, фото-тест профессионального ориентирования стремится к достижению равенства с двумя неизвестными: человеком и его потребностями, которые стремятся удовлетворить посредством действий, и профессией, которая предлагает возможность удовлетворения этих потребностей.
В соответствии с инструкциями Сонди было решено создать тест на основе фотографий, так как они обладают более сильным стимульным характером, чем слова. Ахтних и Рингер рассмотрели около 10 000 фотографий профориентации в Берне и Цюрихе. В итоге было отобрано 100 изображений, которые были представлены на рассмотрение. В ходе расследования выяснялось, соответствуют ли эти изображения характеру факторов, которые изначально были разделены  по определённым критериям.
Предполагалось, что  характер факторов будет отражать три направления:
- профессиональная деятельность и инструменты, которые используются в профессии;
- профессиональная атмосфера, профессиональная среда;
- образ специалиста (выражение лица, поза).

Вскоре стало очевидным, что трудно найти четкие монофакторные изображения. Сонди говорил: «Большинство профессий могут соответствовать не только одному, но в то же время удовлетворять нескольким требованиям». Ульрих Мозер сказал: «Большинство профессий участвуют в нескольких инстинктивных факторах. Профессия может принадлежать нескольким кругам по интересам".
Были установлены следующие критерии, которым должны соответствовать фотографии, входящие в фото-тест:
- Фотография должна соответствовать 2/3 критериям фактора, и не имеет значения, делается выбор относительно фотографии положительный или отрицательный.
- Фотография, которая при выборах получила только положительную реакцию, то есть ни разу не была отвергнута либо наоборот – во всех случаях для теста была отвергнута.
- Испытуемый мужского пола при идентификации себя с профессией отвергает фотографии, на которых в качестве специалистов изображены женщины, поэтому для мужчин на фотографиях в тесте должны быть изображены специалисты только мужского пола. (Позднее это привело к необходимости разработки женского теста.)
- Фотография не должна содержать множество отвлекающих деталей, например, надписей или различных мелочей. (Одним их примеров отвлекающей детали является сигарета, которую держал в руке специалист).
- Специалисты на фотографиях не должны находиться в центре внимания, поскольку более важна его деятельность. Фотография должна отражать динамику деятельности, а не специалиста в статической позе.
- Специалисты на фотографиях должны были видны в полный рост.
- Фотография не должна отражать профессии, которые потеряли актуальность, старое оборудование и инструменты.
- Фотографии должны быть достоверными.
- Фотографии, на которых отображены два человека, где один действует, а второй находиться в пассивном состоянии – не подходят (например, парикмахер и клиент).

## Общие сведения
Оригинальная швейцарская версия набора фотографий фото-теста в 1971 году состояла из 96 черно-белых фотографий в формате 10 см на 10 см, на которых изображены мужчины, выполняющие различные профессиональные действия. Позже, в 1973 году, была создана женская версия фото-теста профессионального ориентирования со 100 фотографиями.
Для применения теста тестировщику предлагается выбрать из 96 фотографий те, которые являются дружественными, недружественными и равнодушными, в соответствии с сугубо личным критерием. Схожие фотографии сгруппированы в соответствии с критерием, установленным тестированием, и прокомментированы один за другим. После завершения фазы ассоциаций тестируемый должен выбрать пять наиболее симпатичных фотографий, расположив их в порядке предпочтений и обосновав свой выбор и иерархию. Иногда его могут попросить написать историю, объединив пять любимых фотографий.